# Clarendon (region Jamajki)
Clarendon – jeden z 14 regionów Jamajki. Znajduje się na południu wyspy.